# تشو سونغ مين
تشو سونغ مين (الكورية: 조성민) مواليد 23 ديسمبر 1983، هو لاعب كرة سلة كوري جنوبي يلعب في الدوري الكوري لكرة السلة ويحمل الرقم 10. يبلغ طوله 6 قدم 2 بوصة (1.9 م).

## الميداليات
| الميدالية | المسابقة                       |
| --------- | ------------------------------ |
| برونزية   | بطولة أمم آسيا لكرة السلة 2011 |
| برونزية   | بطولة أمم آسيا لكرة السلة 2013 |

## روابط خارجية
- تشو سونغ مين على موقع الاتحاد الدولي لكرة السلة (الإنجليزية)
- تشو سونغ مين على موقع كرة السلة الأوروبية.كوم (الإنجليزية)
- تشو سونغ مين على موقع ريلجم (الإنجليزية)
- تشو سونغ مين على موقع سبورتس رفرنس (الإنجليزية)